# Tropaeolum brasiliense
Tropaeolum brasiliense är en krasseväxtart som beskrevs av Giovanni Casaretto. Tropaeolum brasiliense ingår i släktet krassar, och familjen krasseväxter. Inga underarter finns listade i Catalogue of Life.